# Zuid-Banaat
Zuid-Banaat (Servisch: Јужно-Банатски округ, Južno-Banatski okrug; Hongaars: Dél-bánsági körzet; Slowaaks: Juhobanátsky okres, Roemeens: Districtul Banatul de Sud) is een district in de Servische regio Vojvodina. De hoofdstad is Pančevo.
Zuid-Banaat bestaat uit de volgende gemeenten:
- Plandište
- Opovo
- Kovačica
- Alibunar
- Vršac
- Bela Crkva
- Pančevo
- Kovin

## Bevolkingssamenstelling
De bevolking bestaat in 2011 uit de volgende etnische groepen:
- Serven: 220.641 (70,2 %)
- Roemenen: 21.618 (6,9 %)
- Hongaren: 15.444 (4,9 %)
- Slowaken: 15.212 (4,8 %)

Tijdens de volkstelling van 2022 was de verdeling als volgt:
- Serven: 187.253
- Roemenen: 13.914
- Hongaren: 8.782
- Slowaken: 11.007
- Macedoniërs: 8.782
- Roma: 8.421

Totaal 261.864 inwoners
De Hongaren wonen veelal in de steden maar ook in kleine enclaves; de dorpjes Udvarszállás (Добричево / Dobričevo), Székelykeve (Skorenovac), Torontálújfalu ( Марковићево / Markovićevo), Torontálvásárhely ( Дебељача / Debeljača) en Ürményháza (Јерменовци / Jermenovci). 